# Эта Волка
Эта Волка (лат. η Lupi) — кратная звезда в созвездии Волка на расстоянии (вычисленном из значения параллакса) приблизительно 545 световых лет (около 167 парсеков) от Солнца. Возраст звезды определён как около 17 млн лет.

## Характеристики
Первый компонент (HD 143118A) — бело-голубая звезда спектрального класса B2,5IV, или B2, или B3. Видимая звёздная величина звезды — +3,6m. Масса — около 6,233 солнечных, радиус — около 7,875 солнечных, светимость — около 4841,7 солнечных. Эффективная температура — около 22491 K.
Второй компонент — красный карлик спектрального класса M. Масса — около 168,86 юпитерианских (0,1612 солнечной). Удалён на 2,752 а.е..
Третий компонент (TYC 7851-1813-1) — белая звезда спектрального класса A5Vp. Видимая звёздная величина звезды — +7,8m. Масса — около 2,1 солнечных, светимость — около 14,791 солнечных. Эффективная температура — около 8205 K. Орбитальный период — около 10000000 суток (27379 лет) (2351 а.е.). Удалён на 15 угловых секунд.
Четвёртый компонент (HD 143099) — жёлто-белая звезда спектрального класса F5V или G0V. Видимая звёздная величина звезды — +9,3m. Масса — около 1,29 солнечной, радиус — около 1,62 солнечного, светимость — около 3,092 солнечных. Эффективная температура — около 6012 K. Орбитальный период — около 204173794 суток (558997 лет). Удалён на 115 угловых секунд.
Пятый компонент (WDS J16001-3824D). Видимая звёздная величина звезды — +10,85m. Удалён на 135,5 угловых секунды.